# Hakon-Jarl-Runensteine
Die Hakon-Jarl-Runensteine sind zwei oder drei schwedische Runensteine aus der Zeit Knuts des Großen (995–1035 n. Chr.) Die beiden Runensteine in Uppland (U 617) und Småland (Sm 76) erwähnen einen „Hakon Jarl“.
Über 130 Runensteine werden analog zu markanten benutzten Worten in sieben Gruppen unterteilt:
England- (30), Griechenland- (30), Hakon-Jarl- (3), Ingvar- (26), Italien- (4), Ostsee- (Baltikum und Finnland betreffend – 14 Steine) und etwa 30 Waräger-Runensteine (Russland, Weißrussland, die Ukraine und angrenzende Gebiete betreffend), die es auch in Dänemark und Norwegen in je einem Exemplar gibt.
Runologen und Historiker haben darüber diskutiert, ob sie einen oder zwei verschiedene Männer des nicht seltenen Namens betreffen. Dabei wurden alle bekannten Hakon Jarls dieser Zeit in die Diskussion einbezogen: Haakon Sigurðarson († 995), sein Enkel Håkon Eiriksson († 1029), Håkon Ívarsson († 1062) und Haakon Paulsson (Earl der Orkney † 1123). Die häufigste Meinung unter den Runologen Brate (1857–1924), von Friesen (1870–1942), Jansson (1908–1987), Kinander (1893–1964) und Wessén (1889–1981) ist, dass einer von ihnen Schwede und der andere Norweger war.

## U 16
Der Runenstein U 16 von Nibble auf der Insel Ekerö ist verschwunden. Er wurde zuerst von Johannes Bureus (1568–1652) beschrieben und 1678 von Johan Leitz (gest. 1692) gezeichnet. Elias Wessén (1889–1981) stellt fest, dass sich Rodi Hakonar auf eine Leidang unter einem Mann namens Hákon, bezieht der zwar Jarl gewesen sein könnte, aber vermutlich beziehe sich Hákon eher auf den (wenig belegten) schwedischen Legendenkönig Haakon den Roten (Håkan Röde; † nach 1079), der den Runenstein U 11 auf Adelsö beauftragt haben könnte. Omeljan Pritsak (1919–2006) und andere identifizieren Hákon mit dem norwegischen Jarl Håkon Eiriksson, (wie auf Sm 76) und den Mann, dem der Stein gewidmet ist, als Mitglied einer nicht näher belegten Armee des Jarls in Mercia in England.

## U 617

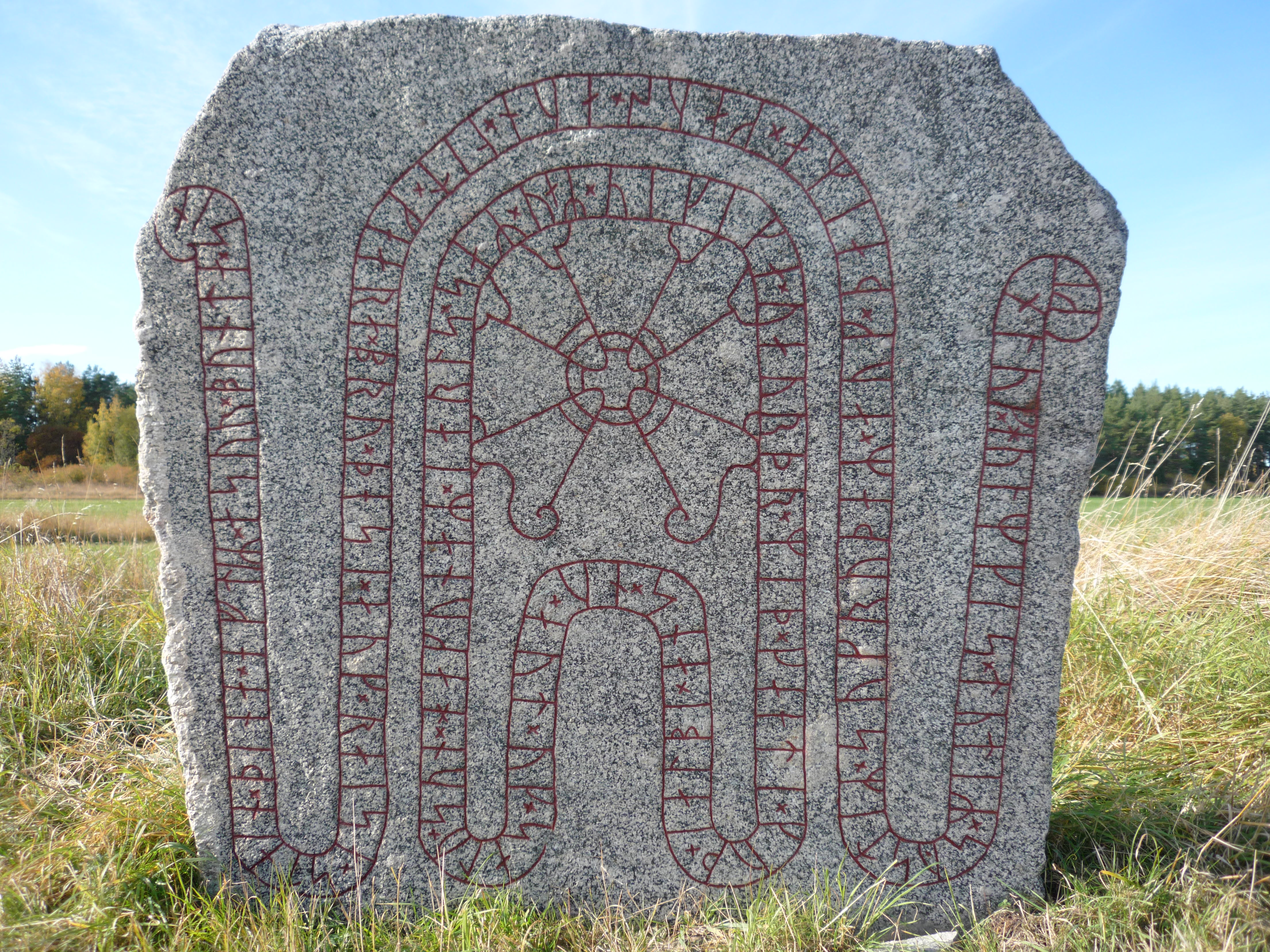
Runenstein von Bro

Der Runenstein von Bro (auch Assurs sten genannt; Reg.-Nr. U 617) in der Gemeinde Upplands-Bro, in Uppland in Schweden wurde 1866 entdeckt.
Er ist ein wenig verzierter, im altertümlichen Rak-Stil gehaltener Stein mit einem langen doppelten Schlangenband und einem zentralen Kreuz. Er stammt von der gleichen Adelsfamilie die die Ramsundritzung veranlasste und den Runenstein von Kjula ås aufstellen ließ. Er ist einer von wenigen Steinen, die bestätigen, dass die Wikinger sich selbst Wikinger nannten. Die Inschrift lautet:
"Ginnlaug, Holmgaeirs Tochter, Schwester Sygroths und Gauts, sie ließ diese Brücke machen und diesen Stein errichten für Assur, ihren Mann, den Sohn des Jarls Håkon. Er war Wart gegen die Wikinger (zusammen) mit Gaeitir. Gott helfe nun seinem Geist und seiner Seele."
Beim Håkon Jarl, dessen Sohn Assur bei der Verteidigung seiner Heimat gegen die Wikinger ums Leben kam, kann es sich nicht um den norwegischen Herrscher Håkon Jarl (935–955) handeln, von dessen Söhnen keiner Assur hieß. Daher muss ein gleichnamiger, anderer Jarl aus der Zeit um 1000 n. Chr. gemeint sein. Omeljan Pritsak (1919–2006) argumentiert, dass dieser Hakon derselbe ist wie derjenige, der auf dem Runenstein von Södra-Betby (Sö 260), mit Ulf, Håkons Sohn im Westen, das heißt in England war. Das bedeutet, dass dieser Hakon Jarl der Norweger Håkon Eiriksson (995–1029) sein kann, dessen Linie mit seinem Tod erlosch.

## Sm 76

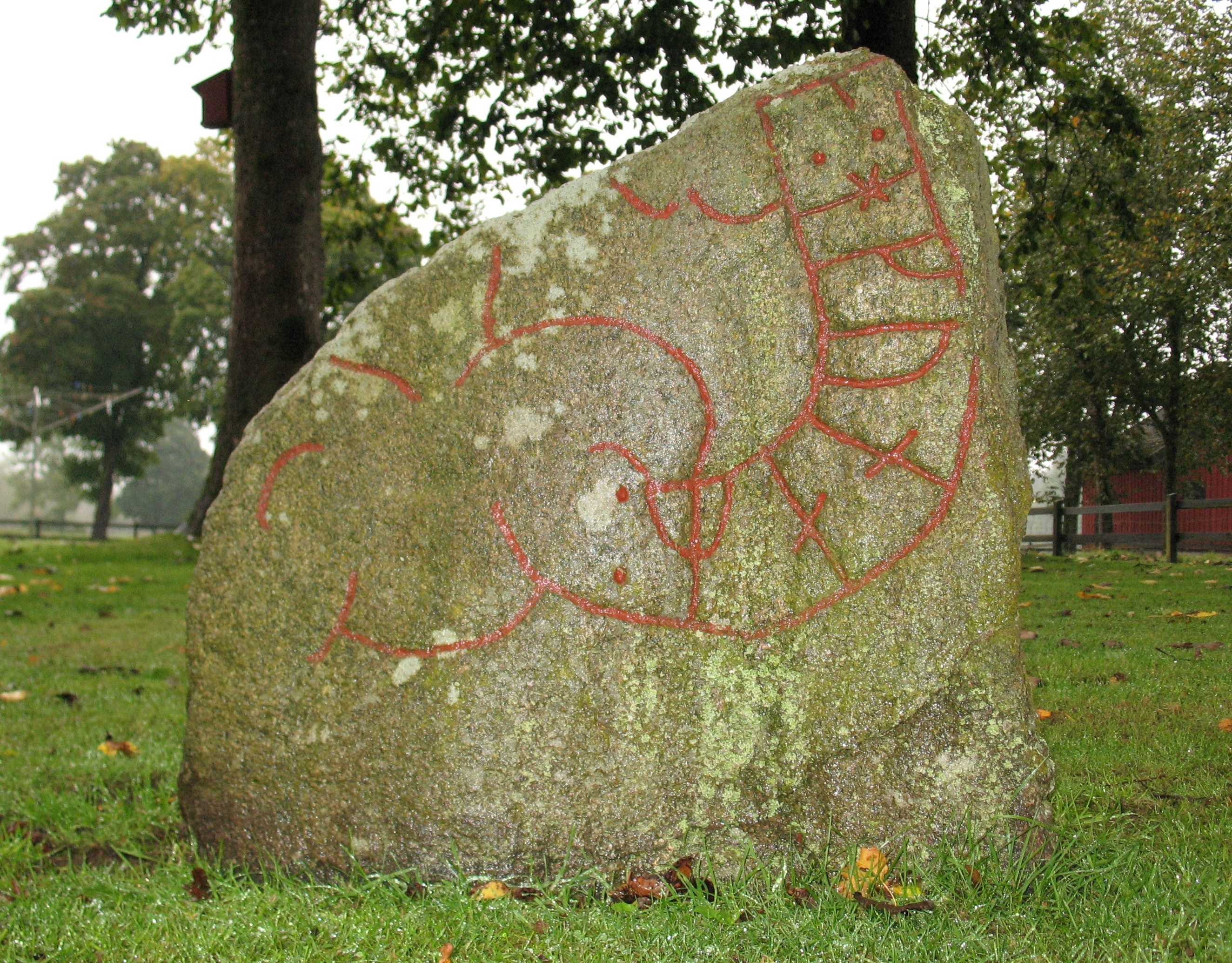
Runenstein von Komstad

Der Runenstein Sm 76 in Komstad in Småland gefunden ist heute ein Fragment, aber bevor er zerstört wurde, ist der Text von Runologen dokumentiert worden. Das Fragment wird im Garten des Gasthauses von Komstad in Småland aufbewahrt.
Der Text lautet: „Tofa errichtete diesen Stein zur Erinnerung an Vrai, sein Vater, Earl Hákon(s) Marschall“.
Wahrscheinlich war dies Håkon Eiriksson (995–1029) Vizekönig von Norwegen. Einige Zeit zuvor hatte Vrai den Runenstein von Sävsjö (Sm 77) in Erinnerung an seinen Bruder Gunni errichtet, der in England gestorben war.
Die allgemein akzeptierte Identifikation mit Hákon Eiríksson wurde im Jahre 1922 auch von "von Friesen" geteilt. Er bezieht sie auch auf U 16.